# Liste der französischen Truppen in der Herbstschlacht in der Champagne
Aufgelistet sind die Einheiten der französischen Armee in der Herbstschlacht in der Champagne (Ordre de bataille). Da die Kampfunterstützungstruppen bereits im Juli 1914 gemäß der Kriegsgliederung aufgeteilt wurden und daher (wie auch in Deutschland) die Artillerieregimenter nur in den allerseltensten Fällen komplett an einem Ort versammelt waren, sind diese hier (mit Ausnahmen) nicht erwähnt.

## 2. Armee
| 2e armée – Général Philippe Pétain | 2e armée – Général Philippe Pétain |
| ---------------------------------- | ---------------------------------- |

### 1. Kolonial-Armeekorps
| 1er corps d’armée coloniale – Général Pierre Berdoulat                                                           |                                                                       |
| 2e division d’infanterie coloniale (2. Kolonial-Infanteriedivision) – Général Joseph Jean-Marie Mordrelle        |                                                                       |
| 22e régiment d’infanterie coloniale (22. Kolonial-Infanterieregiment)                                            | 24e régiment d’infanterie coloniale (24. Kolonial-Infanterieregiment) |
| 43e régiment d’infanterie coloniale (43. Kolonial-Infanterieregiment)                                            |                                                                       |
| 1er régiment d’artillerie coloniale (1. Kolonial-Artillerieregiment)                                             |                                                                       |
| 3e division d’infanterie coloniale (3. Kolonial-Infanteriedivision) – Général Richard Maurice Buchette Puypéroux |                                                                       |
| 7e régiment d’infanterie coloniale (7. Kolonial-Infanterieregiment)                                              | 21e régiment d’infanterie coloniale (21. Kolonial-Infanterieregiment) |
| 23e régiment d’infanterie coloniale (23. Kolonial-Infanterieregiment)                                            |                                                                       |
| 2e régiment d’artillerie coloniale (2. Kolonial-Artillerieregiment)                                              |                                                                       |

### 11. Armeekorps
| 11e corps d’armée – Général Maurice Eugène François Baumgarten                                |                                                                           |
| 21e division d’infanterie (21. Infanteriedivision) – Général François René d’Auvin Sainte-Foy |                                                                           |
| 64e régiment d’infanterie (64. Infanterieregiment)                                            | 65e régiment d’infanterie (65. Infanterieregiment)                        |
| 93e régiment d’infanterie (93. Infanterieregiment)                                            | 137e régiment d’infanterie (137. Infanterieregiment)                      |
| 22e division d’infanterie (22. Infanteriedivision) – Général Pierre Bouyssou                  |                                                                           |
| 19e régiment d’infanterie (19. Infanterieregiment)                                            | 62e régiment d’infanterie (62. Infanterieregiment)                        |
| 116e régiment d’infanterie (116. Infanterieregiment)                                          | 118e régiment d’infanterie (118. Infanterieregiment)                      |
| 53e division d’infanterie (53. Infanteriedivision) – Général Joseph Alfred Micheler           |                                                                           |
| 319e régiment d’infanterie (Reserveregiment des 19. Infanterieregiments)                      | 329e régiment d’infanterie (Reserveregiment des 129. Infanterieregiments) |
| 205e régiment d’infanterie (Reserveregiment des 5. Infanterieregiments)                       |                                                                           |

### 14. Armeekorps
| 14e corps d’armée – Général Joseph Louis Alphonse Baret                                     |                                                    |
| 27e division d’infanterie (27. Infanteriedivision) – Général Georges de Bazelaire           |                                                    |
| 52e régiment d’infanterie (52. Infanterieregiment)                                          | 75e régiment d’infanterie (75. Infanterieregiment) |
| 140e régiment d’infanterie (140. Infanterieregiment)                                        | 415e régiment d’infanterie (415. Marschregiment)   |
| 28e division d’infanterie (28. Infanteriedivision) – Général Émile Armand Dominique Sorbets |                                                    |
| 22e régiment d’infanterie (22. Infanterieregiment)                                          | 30e régiment d’infanterie (30. Infanterieregiment) |
| 99e régiment d’infanterie (99. Infanterieregiment)                                          | 416e régiment d’infanterie (416. Marschregiment)   |

### 16. Armeekorps
| 16e corps d’armée (16. Armeekorps) – Général Paul François Grossetti                       |                                                                           |
| 31e division d’infanterie (31. Infanteriedivision) – Général Jean-Jacques Gomer Paul Vidal |                                                                           |
| 81e régiment d’infanterie (81. Infanterieregiment)                                         | 96e régiment d’infanterie (96. Infanterieregiment)                        |
| 122e régiment d’infanterie (122. Infanterieregiment)                                       | 322e régiment d’infanterie (Reserveregiment des 122. Infanterieregiments) |
| 32e division d’infanterie (32. Infanteriedivision) – Général Bouchez                       |                                                                           |
| 15e régiment d’infanterie (15. Infanterieregiment)                                         | 80e régiment d’infanterie (80. Infanterieregiment)                        |
| 143e régiment d’infanterie (143. Infanterieregiment)                                       | 342e régiment d’infanterie (Reserveregiment des 142. Infanterieregiments) |

### 20. Armeekorps
| 20e corps d’armée – Général Maurice Balfourier                                                      |                                                                                           |
| 11e division d’infanterie (11. Infanteriedivision) – Général Ferry                                  |                                                                                           |
| 26e régiment d’infanterie (26. Infanterieregiment)                                                  | 37e régiment d’infanterie (37. Infanterieregiment)                                        |
| 69e régiment d’infanterie (69. Infanterieregiment)                                                  | 79e régiment d’infanterie (79. Infanterieregiment)                                        |
| 39e division d’infanterie (39. Infanteriedivision) – Général Pierre Jean Charles Antoine Nourrisson |                                                                                           |
| 146e régiment d’infanterie (146. Infanterieregiment)                                                | 153e régiment d’infanterie (153. Infanterieregiment)                                      |
| 156e régiment d’infanterie (156. Infanterieregiment)                                                | 160e régiment d’infanterie (160. Infanterieregiment)                                      |
| 153e division d’infanterie (153. Infanteriedivision) – Général Henry Victor Deligny                 |                                                                                           |
| 418e régiment d’infanterie (418. Marschregiment)                                                    | 1er régiment mixte de zouaves et tirailleurs (1. Gemischtes Zuaven- und Schützenregiment) |
| 9e régiment de zouaves de marche (9. Zuaven-Marschregiment)                                         |                                                                                           |

### 3. Kavalleriekorps
| 3e corps de cavalerie – Général Robert de Buyer-Mimeure |
| 6e division de cavalerie (6. Kavalleriedivision)        |
| 8e division de cavalerie (8. Kavalleriedivision)        |
| 9e division de cavalerie (9. Kavalleriedivision)        |

## Armeereserve 2. Armee
| 2e armée (Reserve)                                   | 2e armée (Reserve)                                   |
| ---------------------------------------------------- | ---------------------------------------------------- |
| 31e régiment d’infanterie (31. Infanterieregiment)   | 151e régiment d’infanterie (151. Infanterieregiment) |
| 152e régiment d’infanterie (152. Infanterieregiment) |                                                      |

## 4. Armee
| 4e armée – Général Fernand Louis Langle de Cary | 4e armée – Général Fernand Louis Langle de Cary |
| ----------------------------------------------- | ----------------------------------------------- |

### 2. Kolonial-Armeekorps
| 2e corps d’armée coloniale – Général Ernest Joseph Blondlat                                                                                              | |
| Division marocaine (Marokkanische Division) – Général de Division Codet                                                                                  | |
| 2e régiment de marche du 1er étranger (2. Marschregiment des 1. Fremdenregiments)                                                                        | 2e régiment de marche du 2e étranger (2. Marschregiment des 2. Fremdenregiments)                                         |
| 4e régiment de tirailleurs tunisiens (4. Tunesisches Schützenregiment – Marschregiment)                                                                  | 7e régiment de tirailleurs algériens (7. Algerisches Schützenregiment – Marschregiment)                                  |
| 8e régiment de zouaves (8. Zuavenregiment – Marschregiment)                                                                                              | |
| Divisionsartillerie – Lieutenant-colonel Ducros | |
| 1re & 2e batteries de 4e groupe d’artillerie de campagne d’Afrique (1. und 2. Batterie der 4. Gruppe der Afrikanischen Feldartillerie) Commandant Turpin | 2e batterie du 8e groupe d’artillerie de campagne d’Afrique (2. Batterie der 8. Gruppe der Afrikanischen Feldartillerie) |
| eine Gruppe zu zwei Batterien des 3e régiment d’artillerie coloniale (3. Kolonial-Artillerieregiment) Commandant Martin                                  | Compagnie divisionnaire du Génie du Maroc (Kompanie marokkanischer Divisions-Pioniere) Capitaine Quinson                 |
| 10e division d’infanterie coloniale (10. Kolonial-Infanteriedivision) – Général Gadel                                                                    | |
| 33e régiment d’infanterie coloniale (33. Kolonial-Infanterieregiment)                                                                                    | 42e régiment d’infanterie coloniale (42. Kolonial-Infanterieregiment)                                                    |
| 52e régiment d’infanterie coloniale (52. Kolonial-Infanterieregiment)                                                                                    | 53e régiment d’infanterie coloniale (53. Kolonial-Infanterieregiment)                                                    |
| 15e division d’infanterie coloniale (15. Kolonial-Infanteriedivision) – Général Bro                                                                      | |
| 1er régiment d’infanterie coloniale (1. Kolonial-Infanterieregiment)                                                                                     | 2e régiment d’infanterie coloniale (2. Kolonial-Infanterieregiment)                                                      |
| 5e régiment d’infanterie coloniale (5. Kolonial-Infanterieregiment)                                                                                      | 6e régiment d’infanterie coloniale (6. Kolonial-Infanterieregiment)                                                      |

### 4. Armeekorps
| 4e corps d’armée – Général Putz                                                       |                                                                           |
| 7e division d’infanterie (7. Infanteriedivision) – Général Charles Auguste Weywada    |                                                                           |
| 102e régiment d’infanterie (102. Infanterieregiment)                                  | 103e régiment d’infanterie (103. Infanterieregiment)                      |
| 104e régiment d’infanterie (104. Infanterieregiment)                                  | 315e régiment d’infanterie (Reserveregiment des 115. Infanterieregiments) |
| 124e division d’infanterie (124. Infanteriedivision) – Général Georges Victor Dantant |                                                                           |
| 53e régiment d’infanterie (53. Infanterieregiment) zur Armeereserve                   | 101e régiment d’infanterie (101. Infanterieregiment)                      |
| 124e régiment d’infanterie (124. Infanterieregiment)                                  | 142e régiment d’infanterie (142. Infanterieregiment)                      |

### 6. Armeekorps
| 6e corps d’armée (Reserve) – Général Marie Jean Auguste Paulinier                              |                                                                               |
| 8e division d’infanterie territoriale (8. Territorial-Infanteriedivision)                      |                                                                               |
| 12e division d’infanterie territoriale (12. Territorial-Infanteriedivision)                    |                                                                               |
| 56e division d’infanterie territoriale (56. Territorial-Infanteriedivision)                    |                                                                               |
| 60e division d’infanterie territoriale (60. Territorial-Infanteriedivision)                    |                                                                               |
| 100e division d’infanterie territoriale (100. Territorial-Infanteriedivision) – Général Tassin |                                                                               |
| 201e régiment d’infanterie territoriale (201. Territorial-Infanterieregiment)                  | 209e régiment d’infanterie territoriale (209. Territorial-Infanterieregiment) |
| 309e régiment d’infanterie territoriale (309. Territorial-Infanterieregiment)                  | 315e régiment d’infanterie territoriale (315. Territorial-Infanterieregiment) |
| 127e division d’infanterie territoriale (127. Territorial-Infanteriedivision)                  |                                                                               |

### 7. Armeekorps
| 7e corps d’armée – Général Georges de Bazelaire                                                   |                                                                          |
| 14e division d’infanterie (14. Infanteriedivision) – Général Albert Crepey                        |                                                                          |
| 35e régiment d’infanterie (35. Infanterieregiment)                                                | 42e régiment d’infanterie (42. Infanterieregiment)                       |
| 44e régiment d’infanterie (44. Infanterieregiment)                                                | 60e régiment d’infanterie (60. Infanterieregiment)                       |
| 37e division d’infanterie (37. Infanteriedivision) – Général Léon Paul Marie Deshayes de Bonneval |                                                                          |
| 2e régiment de zouaves de marche (2. Zuaven-Marschregiment)                                       | 3e régiment de zouaves de marche (3. Zuaven-Marschregiment)              |
| 3e régiment de tirailleurs de marche (3. Schützen-Marschregiment)                                 |                                                                          |
| 60e division d’infanterie (60. Infanteriedivision) – Général Géraud Réveilhac                     |                                                                          |
| 202e régiment d’infanterie (Reserveregiment des 2. Infanterieregiments)                           | 225e régiment d’infanterie (Reserveregiment des 25. Infanterieregiments) |
| 247e régiment d’infanterie (Reserveregiment des 47. Infanterieregiments)                          | 248e régiment d’infanterie (Reserveregiment des 48. Infanterieregiments) |

### 32. Armeekorps
| 32e corps d’armée – Général Berthelot                                                     |                                                      |
| 40e division d’infanterie (40. Infanteriedivision) – Général Marie Gaston Florent Leconte |                                                      |
| 150e régiment d’infanterie (150. Infanterieregiment)                                      | 154e régiment d’infanterie (154. Infanterieregiment) |
| 155e régiment d’infanterie (155. Infanterieregiment)                                      | 161e régiment d’infanterie (161. Infanterieregiment) |
| 42e division d’infanterie (42. Infanteriedivision) – Général Louis Georges Deville        |                                                      |
| 16e bataillon de chasseurs à pied (16. Jägerbataillon)                                    | 162e régiment d’infanterie (162. Infanterieregiment) |
| 94e régiment d’infanterie (94. Infanterieregiment)                                        | 8e bataillon de chasseurs à pied (8. Jägerbataillon) |

### 2. Kavalleriekorps
| 2e corps de cavalerie – Général Antoine de Mitry                           |
| 4e division de cavalerie (4. Kavalleriedivision) – Général Cormulier-Lucin |
| 5e division de cavalerie (5. Kavalleriedivision) – Général Allenou         |
| 7e division de cavalerie (7. Kavalleriedivision) – Général Prax            |